# Żółta twarz
Żółta twarz (ang. The Adventure of the Yellow Face) – opowiadanie Arthura Conana Doyle’a z serii przygód detektywa Sherlocka Holmesa. Pierwsza publikacja w The Strand Magazine w lutym 1893, następna w tomie Wspomnienia Sherlocka Holmesa w 1894. Ilustracje wykonał Sidney Paget.
O pomoc do Holmesa zwraca się zamożny klient Grant Munro. Przed kilku laty poślubił Effie, młodą wdowę po amerykańskim prawniku, zmarłym na febrę. Zamieszkali w willi w Norbury. Munro zauważył, że od kilku tygodni jego żona potajemnie odwiedza sąsiedni domek, którego lokatorką jest jakaś kobieta sprawiająca nieprzyjemne wrażenie. Indagowana Effie udziela wykrętnych odpowiedzi. W oknie domku zobaczył dziwną żółtą twarz, co zaniepokoiło go jeszcze bardziej.
Holmes przypuszcza, iż pierwszy mąż Effie żyje nadal i ukrywa się w tym domku, zapewne szantażując ją. Po przybyciu na miejsce okazuje się, że Effie pod maską ukrywała swoją córeczkę Lucy, którą sprowadziła z Ameryki. Pierwszy mąż Effie był czarnoskóry i obawiała się reakcji Munro. Munro całuje dziewczynkę jak własne dziecko ze słowami nie jestem znów taki dobry, Effie, ale chyba lepszy, niż myślałaś.
Po powrocie na Baker Street Holmes prosi Watsona, by przypomniał mu o tej sprawie, jeśli kiedyś  zauważysz, że wpadam w zbytnią zarozumiałość albo że za lekko traktuję jakąś sprawę.
Zagadka, podobnie jak w opowiadaniach Nobliwy kawaler, Człowiek z wywiniętą wargą, Zaginiony sportowiec czy Lwia grzywa, pozbawiona jest cech kryminalnych.